# Rosalía Arteaga
Rosalía Arteaga Serrano (sinh ngày 5 tháng 12 năm 1956) là một chính trị gia người Ecuador, là người phụ nữ đầu tiên của quốc gia này đảm nhiệm vai trò Tổng thống Ecuador, dù thực tế chỉ trong vài ngày vào năm 1997.
Serrano sinh ra ở Cuenca, Ecuador. Bà trở thành Phó Tổng thống vào năm 1996, sau cuộc bầu cử đã chọn ra Abdalá Bucaram làm Tổng thống. Tuy nhiên, vào ngày 6 tháng 2 năm 1997, Tổng thống Bucaram đã được tuyên bố là không phù hợp để quản lý đất nước bởi Quốc hội. Arteaga và lãnh đạo quốc hội Fabián Alarcón đã gần như trong tình trạng tranh chấp về việc ai sẽ trở thành Tổng thống kế vị Bucaram vì hiến pháp quy định cách mơ hồ về vấn đề này. Ban đầu, Alarcón đã tuyên thệ nhậm chức với sự hỗ trợ của Quốc hội. Tuy nhiên, vào ngày 9 tháng 2, Arteaga, người đã khăng khăng rằng với tư cách phó Tổng thống, bà nên trở thành tổng thống, được tuyên thệ nhậm chức, trở thành nữ Tổng thống đầu tiên của Ecuador. Hai ngày sau, vào ngày 11 tháng 2, với sự hỗ trợ của Quốc hội và quân đội, Alarcón lại tuyên thệ nhậm chức và Arteaga từ chức.
Arteaga tiếp tục đụng độ với Alarcón và từ chức từ chức phó Tổng thống vào tháng 3 năm 1998. Sau đó, bà đã tranh cử tổng thống trong cuộc bầu cử được tổ chức vào tháng 5 năm 1998 nhưng chỉ nhận được 3% tổng số phiếu.
Arteaga là tổng thư ký của Tổ chức Hiệp ước Hợp tác Amazon cho đến năm 2007 và là thành viên của ban biên tập của Encyclopædia Britannica.